# Arkadij Rotstein

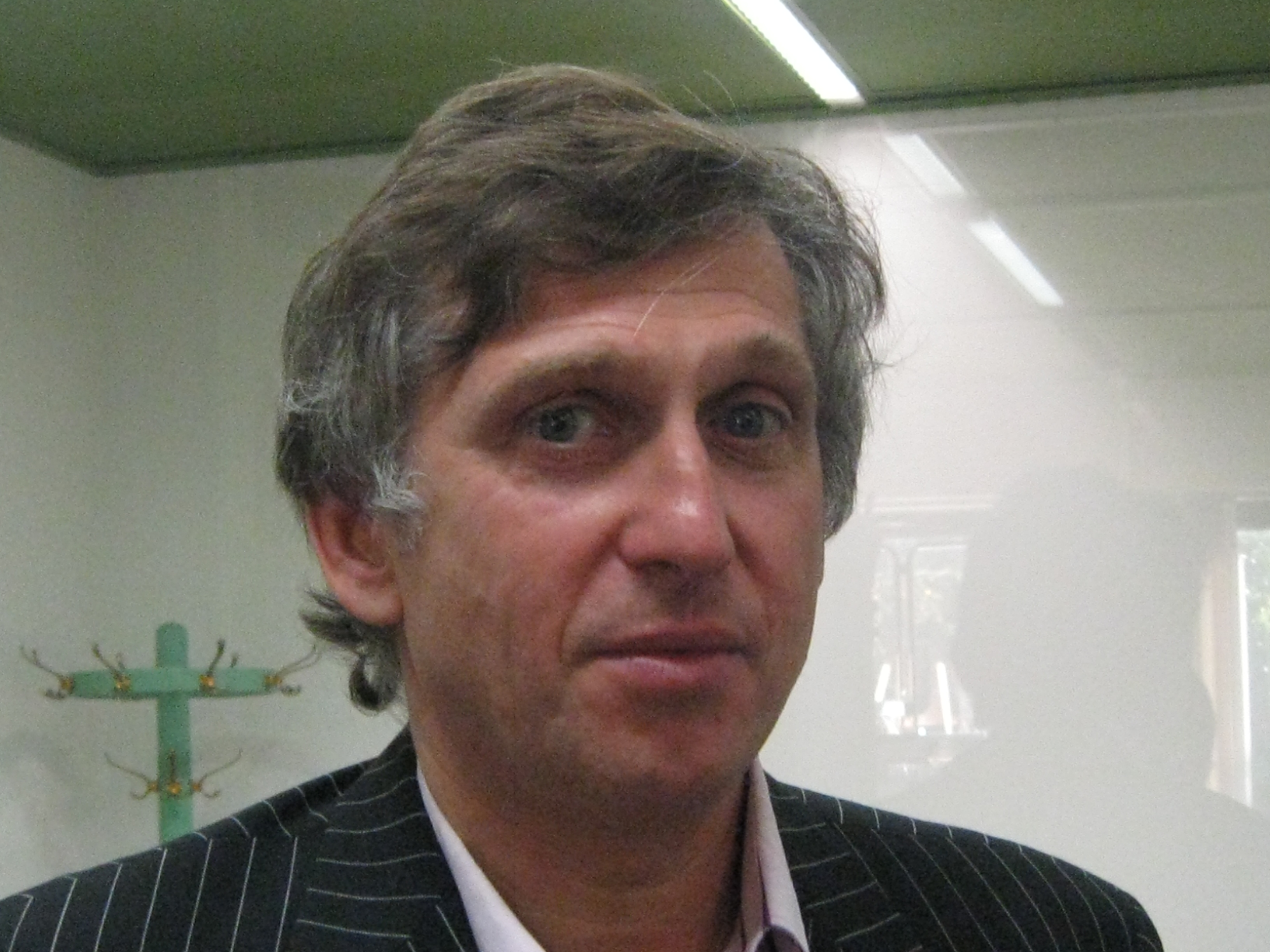
Arkadij Rotstein 2010

Arkadij Rotstein (Lviv, 29 april 1961) is een Duitse schaker met een FIDE-rating van 2521 in 2006 en 2506 in 2016. Hij is, sinds 1994, een grootmeester. In 1999 was hij van de Oekraïense Schaakbond overgestapt naar de Duitse schaakbond.
Rotstein behaalde onder andere de volgende toernooiresultaten: winnaar in Parijs (1994), winnaar in Cesenatico (Italië, 1998), gedeeld eerste in Letojanni (Italië, 2002), gedeeld eerste in Bad Zwischenahn (Duitsland, 2004), gedeeld eerste in Seefeld in Tirol (2004), tweede met 7 pt. uit 9 bij het Casino open in Seefeld (sept. 2005), gedeeld eerste in Korfoe (Griekenland, 2007), winnaar in Feffernitz, gemeente Paternion, (Oostenrijk, 2010) en winnaar van de 26e Faaker See Open in Latschach, gemeente Finkenstein am Faaker See (Oostenrijk, 2010).
Voor zijn resultaten bij het correspondentieschaken ontving hij in 1990 van de ICCF de titel Internationaal Meester.

## Schaakverenigingen
In Duitsland speelt Rotstein voor SG Porz, waarvoor hij in seizoen 2005/06 van de Bundesliga 2 keer in de 1e Bundesliga ingezet werd. In de Oostenrijkse Bundesliga speelde hij van 2002 tot 2008 voor SV Tschaturanga Neubau, sinds 2008 speelt hij voor SK Absam. In de Nederlandse Meesterklasse speelt Rotstein sinds 2008 voor Schaakclub Groningen, in de Belgische clubcompetitie sinds 2008 voor Schachfreunde Wirtzfeld, waarmee hij in 2009 en 2013 winnaar werd. In Frankrijk speelde hij sinds 2005 voor C.E.M.C. Monaco waarmee hij in 2002 Nationaal Meester werd en in 2004 aan de Europese Clubkampioenschappen deelnam, in Luxemburg speelde hij van 2004 tot 2006 voor Le Cavalier Differdange. In de Poolse clubcompetitie speelde hij in 1990 und 1991 voor 1893 KKSz-Hutnik Kraków.

## Externe koppelingen
- (en)   Informatie over schaakpartijen van Arkadij Rotstein op ChessGames.com
- (en)   Informatie over schaakpartijen van Arkadij Rotstein op 365chess.com
- (en)  FIDE-ratinggegevens voor Arkadij Rotstein